# Skiff (служба електронної пошти)
Skiff — служба електронної пошти та інструмент для співпраці з наскрізним шифруванням. Він був запущений у 2021 році та був розроблений у Сан-Франциско, Каліфорнія.

## Історія
Компанія Skiff була заснована Ендрю Мілічем і Джейсоном Гінзбергом у 2020 році. Поки Skiff перебував у бета-версії, засновники опублікували офіційний документ, у якому пояснювалося, як працює шифрування Skiff. Бета-версія Skiff була публічно запущена в листопаді 2021 року.
Skiff Mail і Skiff Drive були запущені в 2022 році.

## Програмне забезпечення
Більшість коду Skiff є відкритим кодом. Skiff використовує шифрування з автентифікацією відкритого ключа для безпечного та приватного доступу до документів, файлів і електронних листів із наскрізним шифруванням. Skiff також дозволяє користувачам надсилати платежі через MetaMask.